# Elise Brandes

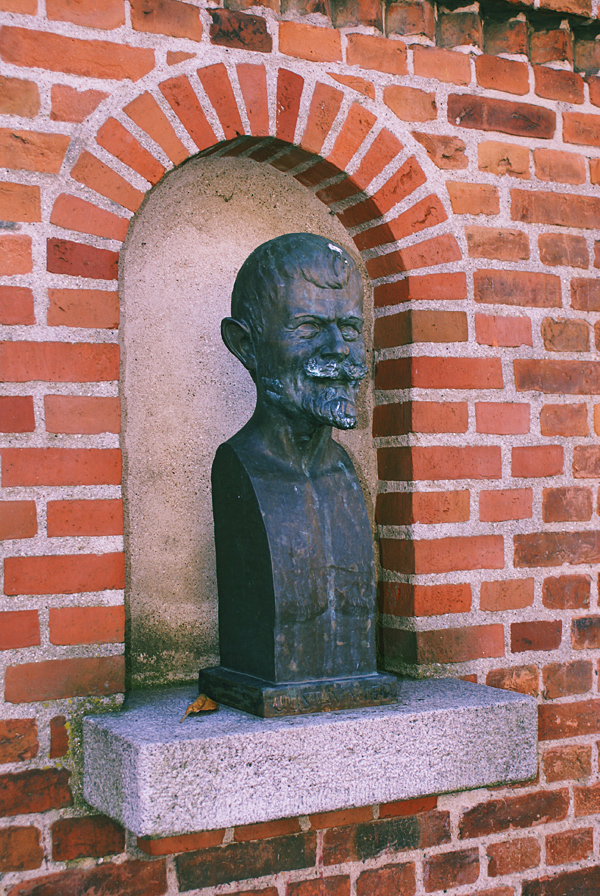
Byst över Gustav Wied 1908

Elise Brandes, född Rustad 24 juli 1873 i Lysaker, Bærum i Norge, död 3 november 1918 i Köpenhamn, var en norsk-dansk skulptör. 
Elise Brandes var dotter till läkaren Carl G. W. Rustad (1839–1918) och Marie M. Hauge (1846–1922). Hon utbildade sig på Den Konglige Tegneskole i Kristiania, Kunstskolen for Kvinder och 1905–1906 på Kunstakademiet i Köpenhamn, där hon var elev till Stephen Sinding.
Hon gifte sig i december 1900 med den 26 år äldre Edvard Brandes. Paret Brandes bosatte sig först i Edvard Brandes lägenhet vid Kronprinsessegade i Köpenhamn och från 1903 i en nybyggd villa med ateljé i Skjoldsgade, som hade ritats av Eugen Jørgensen. Hon modellerade porträtt av sin man 1907, Gustav Wied 1909, Georg Brandes, Vilhelm Andersen, Anders Zorn och andra kända personer från litteratur och konst. Bysten av författaren Gustav Wied finns i muren vid hörnet Domkirkestræde och Sankt Olsgade i Roskilde. 

## Offentliga verk i urval
- byst av bakteriologen Carl Julius Salomonsen, gips, 1901, Statens Seruminstitut i Köpenhamn
- relief av Emil Poulsen, marmor, 1906, Teatermuseet i Hofteatret i Köpenhamn
- byst av Johannes Poulsen, marmor, 1909, Teatermuseet i Hofteatret i Köpenhamn
- statyett av Grete Hasselbach som dansare, brons, 1912, Teatermuseet i Hofteatret i Köpenhamn